# Ryukyu-Stachelratten
Die Ryukyu-Stachelratten (Tokudaia) sind eine Nagetiergattung aus der Gruppe der Altweltmäuse (Murinae). Die Gattung umfasst drei Arten.
Diese Nagetiere erreichen eine Kopfrumpflänge von 12 bis 18 Zentimeter, wozu noch ein 10 bis 13 Zentimeter langer Schwanz kommt. Ihr dichtes Fell ist am Rücken orange-schwarz gefärbt, die Unterseite ist hellgrau, auch der Schwanz ist zweifärbig. Namensgebendes Merkmal sind die borstigen, schwarzen Haare am Rücken.
Ryukyu-Stachelratten leben auf den südlich von Japan gelegenen Ryūkyū-Inseln. Ihr Lebensraum sind mit dichtem Unterholz bestandene Wälder. Ansonsten ist über ihre Lebensweise kaum etwas bekannt.
Es werden drei Arten unterschieden:
- Tokudaia muenninki kommt nur im Norden der Insel Okinawa vor.
- Tokudaia osimensis ist auf Amami endemisch.
- Tokudaia tokunoshimensis wurde erst 2006 beschrieben und lebt auf Tokunoshima.

Aufgrund ihres kleinen Verbreitungsgebietes und der Zerstörung ihres Lebensraums listet die IUCN T. muenninki als „vom Aussterben bedroht“ (critically endangered) und die beiden anderen Arten als „stark gefährdet“ (endangered).
Systematisch sind die Ryukyu-Stachelratten nahe Verwandte der Waldmäuse (Apodemus).